# Clube de Correspondentes Estrangeiros do Japão
O Clube de Correspondentes Estrangeiros do Japão (Nihon Gaikoku Tokuhain Kyokai (日本外国特派員協会, [にほんがいこくとくはいんきょうかい] Erro: {{japonês}}: texto da transliteração contém caractere não latino (pos 1) (ajuda)), em inglês:  Foreign Correspondents' Club of Japan, FCCJ) é uma organização profissional jornalística criada em 1945, com o objetivo de fornecer infraestrutura para jornalistas estrangeiros que trabalhavam no Japão, após a Segunda Guerra Mundial. Historicamente, o clube está situado próximo ao distrito de Ginza. Também é responsável pela publicação do jornal No. 1 Shimbun.

## Presidentes
Entre os ex-presidentes encontram-se John Rich, que chefiou o "observatório da China", John Roderick, editor do Chicago Sun-Times Frank Devine, o vencedor do Prémio Pulitzer de 1951, Max Desfor, e Burton Crane, que também era cantor da Columbia Records, e cantou as versões japonesas de canções populares ocidentais da época, tornando-se conhecido como o "Bing Crosby do Japão".
| Nome                | Afiliação                          | Período                                                        |
| ------------------- | ---------------------------------- | -------------------------------------------------------------- |
| Howard Handleman    | International News Service         | outubro - dezembro de 1945                                     |
| Robert Cochrane     | The Baltimore Sun                  | janeiro - junho de 1946                                        |
| Walter Simmons      | Chicago Tribune                    | julho - dezembro de 1946                                       |
| Tom Lambert         | Associated Press                   | janeiro - junho de 1947                                        |
| George Folster      | NBC                                | julho de 1947 - junho de 1948                                  |
| Keyes Beech         | Chicago Daily News                 | julho de 1948 - junho de 1949                                  |
| Allen S. Raymond    | New York Herald Tribune            | julho de 1949 - junho de 1950                                  |
| Burton Crane        | The New York Times                 | julho de 1950 - junho de 1951                                  |
| Joe Fromm           | U.S. News & World Report           | julho de 1951 - junho de 1952                                  |
| William Jorden      | Associated Press                   | julho de 1952 - junho de 1953                                  |
| Dwight Martin       | Time Life                          | julho de 1953 - junho de 1954                                  |
| Hessell Tiltman     | The Guardian                       | julho de 1954 - setembro de 1954                               |
| Rutherford Poats    | United Press International         | outubro de 1954 - junho de 1955                                |
| Robert Eunson       | Associated Press                   | julho de 1955 - março de 1956                                  |
| Marvin Stone        | International News Service         | abril de 1956 - março de1957                                   |
| Earnest Hoberecht   | United Press International         | abril de 1957 - março de 1958                                  |
| LeRoy Hansen        | United Press International         | abril de 1958 - dezembro de 1958 julho de 1959 - junho de 1960 |
| Sydney Brookes      | Reuters                            | dezembro de 1958 - junho de 1959                               |
| Nathan Polowetzkey  | Associated Press                   | julho de 1960 - junho de 1961                                  |
| John Randolph       | Associated Press                   | julho de 1961 - junho de 1962                                  |
| Fritz Steck         | Neue Zürcher Zeitung               | julho de 1962 - junho de 1963                                  |
| Lee Chia            | Central News Agency                | julho de 1963 - junho de 1964                                  |
| Julius Cohn         | Fairchild Publications             | julho de 1964 - junho de 1965                                  |
| John Roderick       | Associated Press                   | julho de 1965 - junho de 1966                                  |
| Frank Devine        | Australian Newspapers Association  | julho de 1966 - junho de 1967                                  |
| Al Kaff             | United Press International         | julho de 1967 - junho de 1968                                  |
| Henry Hartzenbusch  | Associated Press                   | julho de 1968 - junho de 1969                                  |
| Ugo Puntieri        | Agenzia Nazionale Stampa Associata | julho de 1969 - junho de 1970                                  |
| John Rich           | NBC                                | julho de 1970 - junho de 1971                                  |
| Pierre Brisard      | AFP                                | julho de 1971 - junho de 1972                                  |
| Mack Chrysler       | U.S. News & World Report           | julho de 1972 - junho de 1973                                  |
| Sam Jameson         | Los Angeles Times                  | julho de 1973 - junho de 1974                                  |
| Max Desfor          | Associated Press                   | julho de 1974 - junho de 1975                                  |
| Al Cullison         | The Daily Telegraph                | julho de 1975 - junho de 1976                                  |
| Bill Shinn          | Sisa News Agency                   | julho de 1976 - junho de 1977                                  |
| Frederick Marks     | United Press International         | julho de 1977 - junho de 1978                                  |
| Bruce Dunning       | CBS                                | julho de 1978 - junho de 1979                                  |
| Swadesh DeRoy       | Press Trust of India               | julho de 1979 - junho de 1980                                  |
| Jack Russell        | NBC                                | julho de 1980 - junho de 1981                                  |
| Edwin Reingold      | Time                               | julho de 1981 - junho de 1982                                  |
| Karel van Wolferen  | NRC Handelsblad                    | julho de 1982 - junho de 1983                                  |
| Ken Ishii           | International Herald Tribune       | julho de 1983 - junho de 1984                                  |
| Mary Ann Maskery    | ABC                                | julho de 1984 - junho de 1985                                  |
| Jurek Martin        | Financial Times                    | julho de 1985 - junho de 1986                                  |
| Bruce Macdonell     | GlobeNet                           | julho de 1986 - junho de 1987                                  |
| Naoaki Usui         | McGraw-Hill World News             | julho de 1987 - junho de 1988                                  |
| Andrew Horvat       | The Independent                    | julho de 1988 - junho de 1989                                  |
| Mike Tharp          | U.S. News & World Report           | julho de 1989 - junho de 1990                                  |
| Peter McGill        | The Observer                       | julho de 1990 - junho de 1991                                  |
| David Powers        | BBC                                | julho de 1991 - junho de 1992                                  |
| Clayton Jones       | The Christian Science Monitor      | julho de 1992 - junho de 1993                                  |
| Lew Simons          | Knight Ridder                      | julho de 1993 - junho de 1994                                  |
| Gebhard Hielscher   | Süddeutsche Zeitung                | julho de 1994 - junho de 1995                                  |
| James Lagier        | Associated Press                   | julho de 1995 - junho de 1996                                  |
| William Dawkins     | Financial Times                    | julho de 1996 - junho de 1997                                  |
| Steven Herman       | CBS Radio/Discovery Channel        | julho de 1997 - junho de 1998                                  |
| Robert Neff         | Bloomberg Businessweek             | julho de 1998 - junho de 1999                                  |
| Roger Schreffler    | E.I.U.Publication                  | julho de 1999 - junho de 2000                                  |
| James Treece        | Automotive News                    | julho de 2000 - junho de 2001                                  |
| Kazuo Abiko         | Associated Press                   | julho de 2001 - junho de 2002                                  |
| Hans van der Lugt   | NRC Handelsblad                    | julho de 2002 - junho de 2003                                  |
| Myron Belkind       | Associated Press                   | julho de 2003 - março de 2004                                  |
| Dan Sloan           | Reuters                            | abril de 2004 - junho de 2004 julho de 2005 - junho de 2006    |
| Anthony Rowley      | Business Times                     | julho de 2004 - junho de 2005                                  |
| Dennis Normile      | Science                            | julho de 2006 - junho de 2007                                  |
| Martyn Williams     | IDG News Service                   | julho de 2007 - junho de 2008                                  |
| Catherine Makino    | IPS                                | julho de 2008 - junho de 2009                                  |
| Monzurul Huq        | Prothom Alo                        | julho de 2009 - junho de 2010                                  |
| Georges Baumgartner | Inter Press Service                | julho de 2010 - junho de 2013                                  |
| Lucy Birmingham     | Freelance                          | julho de 2013 - junho de 2015                                  |
| James Simms         | Forbes                             | julho de 2015 - setembro de 2015                               |
| Suvendrini Kakuchi  | University World News              | setembro de 2015                                               |

## Associação
O FCCJ não é membro da Associação Internacional de Clubes de Imprensa, mas tem acordos recíprocos com vários Clube de Correspondentes Estrangeiros da Ásia e América do Norte:
- Clube de Correspondentes Estrangeiros de Pequim
- Clube de Correspondentes Estrangeiros de Hong Kong
- Clube de Correspondentes Estrangeiros de Seul
- Clube de Correspondentes Estrangeiros da Tailândia
- Singapore Press Club
- Colombo Swimming Club
- Hanoi Press Club
- Clube de Correspondentes Estrangeiros da Ásia Meridional
- Jaisal Club
- Overseas Press Club of America
- Omaha Press Club
- International Press Club of Chicago
- The National Press Club
- National Press Club of Canada